# FN CAL
De FN CAL is een 5,56 mm-licht aanvalsgeweer van de Belgische wapenfabrikant FN. CAL staat voor het Franse Carabine Automatique Légère.

## Geschiedenis
De ontwikkeling van de FN CAL begon in 1963. Het wapen werd ontwikkeld voor de 5,56×45mm NAVO-patroon die de standaard werd in de meeste NAVO-landen. In 1966 werd de CAL geïntroduceerd maar werd een mislukking. Tussen 1971 en 1974 kwamen bij testen in Frankrijk de tekortkomingen naar voren. De CAL was duur om te maken, moeilijk uit elkaar te halen en te onderhouden en ging niet lang genoeg mee in een gevechtssituatie. Het project werd stopgezet en het wapen werd verder ontwikkeld tot de FN FNC.

## Ontwerp
De FN CAL was een gasdruklader met draaiende grendel. De eerste versies van het wapen waren halfautomatisch, automatisch en konden ook salvo's van drie patronen afvuren.

## Gebruikers
- België
- Colombia[1]
- Gabon
- Provisional Irish Republican Army[2]
- Mexico
- Marokko - Koninklijke Marokkaanse Gendarmerie[3]
- Palestina[1][4]
- Thailand - Thaise politie

### Getest
- Iran
- Frankrijk - testte de FN CAL in de late jaren 60 en vroege jaren 70 voor leger maar heeft het geweer nooit in gebruik genomen.[5]